# 칼 리
칼 리(Carl Lee, 1926년 11월 22일 ~ 1986년 4월 17일)는 미국의 배우, 텔레비전 배우이다.
뉴욕에서 태어났으며 뉴욕에서 사망하였다.

## 영화
- 테러리스트 (1983년)
- 슈퍼 플라이 (1972년)
- 오토바이 늑대인간 (1971년)
- 랜드로드 (1970년)
- 애덤이라 불리는 남자 (1966년)
- 더 쿨 월드 (1963년)
- 쿨 월드 (1963년)
- 인간의 욕망 (1954년)